# Division d'Honneur 1926-27
La Primera División de Bélgica 1926/27 fue la 27.ª temporada de la máxima competición futbolística en Bélgica.

## Tabla de posiciones
| Pos | Equipo                      | PJ | PG | PE | PP | GF | GC  | Pts | DG  | Notas                    |
| --- | --------------------------- | -- | -- | -- | -- | -- | --- | --- | --- | ------------------------ |
| 1   | RCS Brugeois                | 26 | 18 | 4  | 4  | 80 | 29  | 40  | +51 |                          |
| 2   | S.C. Anderlechtois          | 26 | 14 | 5  | 7  | 77 | 48  | 33  | +29 |                          |
| 3   | Beerschot                   | 26 | 15 | 2  | 9  | 59 | 33  | 32  | +26 |                          |
| 4   | RFC Brugeois                | 26 | 15 | 2  | 9  | 53 | 34  | 32  | +19 |                          |
| 5   | K Berchem Sport             | 26 | 14 | 3  | 9  | 59 | 27  | 31  | +32 |                          |
| 6   | Royale Union Saint-Gilloise | 26 | 11 | 8  | 7  | 68 | 45  | 30  | +23 |                          |
| 7   | RC de Gand                  | 26 | 11 | 6  | 9  | 49 | 41  | 28  | +8  |                          |
| 8   | Standard Liège              | 26 | 12 | 3  | 11 | 65 | 73  | 27  | -8  |                          |
| 9   | La Gantoise                 | 26 | 10 | 6  | 10 | 52 | 56  | 26  | -4  |                          |
| 10  | RC Malines                  | 26 | 11 | 3  | 12 | 49 | 52  | 25  | -3  |                          |
| 11  | Daring Club de Bruxelles    | 26 | 9  | 5  | 12 | 63 | 71  | 23  | -8  |                          |
| 12  | Racing Club Bruxelles       | 26 | 8  | 3  | 15 | 39 | 64  | 19  | -24 |                          |
| 13  | FC Malinois                 | 26 | 4  | 2  | 20 | 34 | 102 | 10  | -68 | Descenso a la Division I |
| 14  | CS La Forestoise            | 26 | 3  | 2  | 21 | 29 | 101 | 8   | -72 | Descenso a la Division I |

PJ = Partidos jugados; PG = Partidos ganados; PE = Partidos empatados; PP = Partidos perdidos; GF = Goles a favor; GC = Goles en contra; Pts = Puntos; DG = Diferencia de goles